# Zschertnitz
Zschertnitz är en stadsdel i Dresden i Sachsen, Tyskland.

## Historia
Zschertnitz nämndes första gången 1308. 1813 förstördes byn nästan helt vid slaget vid Dresden. Vid slaget skadades Jean-Victor Moreau och avled några dagar senare. Nu finns ett minnesmärke i Zschertnitz på Räcknitzhöhe till minne av slaget och Moreaus bortgång.
Från 1886 fram till andra världskriget fanns ett av Dresdens mest kända dansställen, Paradiesgarten, i Zschertnitz. Det skadades dock svårt i bombningen av Dresden 1945.
Zschertnitz blev en del av Dresden 1902.

## Nybyggnation
Zschertnitz består mest av höghus från 1970-talet, med 5-15 våningar. De är byggda efter DDR:s husmodeller IW 65, WBS 70, IW 66 P2 och WHH 17.